# Palung Ri
Palung Ri je hora vysoká 7 012 m n. m. (podle jiných zdrojů 7 022 m), v pohoří Himálaj. Leží v autonomní oblasti Tibetu v Číně, vzdálená 4,17 km severozápadně od vrcholu 8 188 m vysoké Cho Oyu. 

## Prvovýstup
První na vrchol Palung Ri vystoupili v roce 1995 dva Slovinci Andrej a Marija Štremfeljovi.